# Epping (Metropolitano de Londres)
Epping é uma estação do Metropolitano de Londres na cidade do mercado de Epping em Essex, Inglaterra. A estação serve como terminal nordeste da Central line. Localizada na Zona 6 do Travelcard, é uma das oito estações do Metrô de Londres no Distrito de Epping Forest. A estação antes de Epping é Theydon Bois, que fica a cerca de três minutos de viagem.

## História
Em 1856, a Eastern Counties Railway abriu uma ferrovia de via dupla entre Stratford e Loughton. Em 1865, sua sucessora, a Great Eastern Railway, adicionou uma extensão de via única de Loughton a Ongar. A popularidade da linha levou à duplicação da pista entre Loughton e Epping em 1892. A linha era bem servida, com 50 trens operando entre Liverpool Street e Loughton todos os dias, outros 22 continuando para Epping e mais 14 para Ongar.
O trecho de Loughton para Epping tornou-se parte da Central line do Metrô de Londres em 25 de setembro de 1949, deixando a linha única de Epping a Ongar como a última seção a vapor. A British Railways continuou a operar os serviços Ongar até 1957, quando a linha foi eletrificada e se tornou parte da linha Central. No entanto, os serviços não passaram pelo resto da linha Central, exceto para trabalhos ocasionais no depósito, então os passageiros de/para as estações além de Epping normalmente tinham que mudar de plataforma para a linha de via única para as estações de Ongar, North Weald ou Blake Hall. Em 2 de novembro de 1981, Blake Hall fechou e os trens passavam pela estação. Em 30 de setembro de 1994, o Metrô de Londres retirou o serviço entre Epping e Ongar e posteriormente vendeu esse trecho da linha Central.
Em 11 de maio de 2008, uma petição eletrônica pedindo a reabertura das estações de North Weald e Ongar foi criada no site de Downing Street. Fechou em 11 de dezembro de 2008 com 1.012 assinaturas. Parte da linha Epping-Ongar é agora uma ferrovia histórica, a Epping Ongar Railway. Sujeito a financiamento e planejamento, a ferrovia histórica propõe a construção de uma nova estação perto da estação de metrô chamada Epping Forest, já que a linha histórica não pode chegar à estação original.
A Estação Epping seria o terminal da proposta linha Chelsea-Hackney (Crossrail 2) do Metrô de Londres. No entanto, desde 2013, as opções de rota para esta linha proposta foram alteradas para terminar em New Southgate e não incluir mais o ramal de Epping.

## Curiosidades
- A viagem mais longa possível no Metrô de Londres sem mudar de trem é a rota da linha Central entre West Ruislip e Epping (34,1 milhas / 54,9 km).[9]
- Em 2021, a estação Epping teve um uso anual de 1,89 milhão e foi a 167ª estação mais movimentada do Metrô de Londres.
- Epping tem o maior estacionamento público das estações do Metrô de Londres, com 519 vagas.[10]
- É a única estação do Metrô de Londres localizada fora da rodovia M25 que não é servida pela linha metropolitana.